# Lijst van voetbalinterlands Frankrijk - Tsjecho-Slowakije
Deze lijst van voetbalinterlands is een overzicht van alle officiële voetbalwedstrijden tussen de nationale teams van Frankrijk en Tsjecho-Slowakije. De landen speelden in totaal twintig keer tegen elkaar. De eerste ontmoeting, een halve finale van het voetbaltoernooi tijdens de Olympische Zomerspelen 1920, werd gespeeld in Antwerpen (België) op 31 augustus 1920. Het laatste duel, een kwalificatiewedstrijd voor het Europees kampioenschap voetbal 1992, vond plaats op 4 september 1991 in Bratislava.

## Wedstrijden
| №  | Datum      | Plaats           | Competitie           | Wedstrijd                     | Uitslag |
| -- | ---------- | ---------------- | -------------------- | ----------------------------- | ------- |
| 1  | Antwerpen  | 31 augustus 1920 | OS 1920              | Tsjecho-Slowakije – Frankrijk | 4 – 1   |
| 2  | Colombes   | 13 mei 1928      | Vriendschappelijk    | Frankrijk – Tsjecho-Slowakije | 0 – 2   |
| 3  | Colombes   | 11 mei 1930      | Vriendschappelijk    | Frankrijk – Tsjecho-Slowakije | 2 – 3   |
| 4  | Colombes   | 15 februari 1931 | Vriendschappelijk    | Frankrijk – Tsjecho-Slowakije | 1 – 2   |
| 5  | Praag      | 10 juni 1933     | Vriendschappelijk    | Tsjecho-Slowakije – Frankrijk | 4 – 0   |
| 6  | Colombes   | 25 maart 1934    | Vriendschappelijk    | Frankrijk – Tsjecho-Slowakije | 1 – 2   |
| 7  | Parijs     | 9 februari 1936  | Vriendschappelijk    | Frankrijk – Tsjecho-Slowakije | 0 – 3   |
| 8  | Colombes   | 7 april 1946     | Vriendschappelijk    | Frankrijk – Tsjecho-Slowakije | 3 – 0   |
| 9  | Praag      | 12 juni 1948     | Vriendschappelijk    | Tsjecho-Slowakije – Frankrijk | 0 – 4   |
| 10 | Colombes   | 13 november 1949 | Vriendschappelijk    | Frankrijk – Tsjecho-Slowakije | 1 – 0   |
| 11 | Marseille  | 9 juli 1960      | EK 1960              | Frankrijk – Tsjecho-Slowakije | 0 – 2   |
| 12 | Nice       | 5 september 1970 | Vriendschappelijk    | Frankrijk – Tsjecho-Slowakije | 3 – 0   |
| 13 | Praag      | 27 april 1974    | Vriendschappelijk    | Tsjecho-Slowakije – Frankrijk | 3 – 3   |
| 14 | Parijs     | 27 maart 1976    | Vriendschappelijk    | Frankrijk – Tsjecho-Slowakije | 2 – 2   |
| 15 | Bratislava | 4 april 1979     | EK 1980 kwalificatie | Tsjecho-Slowakije – Frankrijk | 2 – 0   |
| 16 | Parijs     | 17 november 1979 | EK 1980 kwalificatie | Frankrijk – Tsjecho-Slowakije | 2 – 1   |
| 17 | Valladolid | 24 juni 1982     | WK 1982              | Tsjecho-Slowakije – Frankrijk | 1 – 1   |
| 18 | Parijs     | 24 augustus 1988 | Vriendschappelijk    | Frankrijk – Tsjecho-Slowakije | 1 – 1   |
| 19 | Parijs     | 13 oktober 1990  | EK 1992 kwalificatie | Frankrijk – Tsjecho-Slowakije | 2 – 1   |
| 20 | Bratislava | 4 september 1991 | EK 1992 kwalificatie | Tsjecho-Slowakije – Frankrijk | 1 – 2   |

## Samenvatting
| Competitie        | Totaal gespeeld | Winst Frankrijk | Gelijk | Winst Tsjecho-Slowakije | Doelsaldo Frankrijk – Tsjecho-Slowakije |
| ----------------- | --------------- | --------------- | ------ | ----------------------- | --------------------------------------- |
| WK-eindronde      | 1               | 0               | 1      | 0                       | 1 − 1                                   |
| EK-eindronde      | 1               | 0               | 0      | 1                       | 0 − 2                                   |
| EK-kwalificatie   | 4               | 3               | 0      | 1                       | 6 − 5                                   |
| Olympische Spelen | 1               | 0               | 0      | 1                       | 1 − 4                                   |
| Vriendschappelijk | 13              | 4               | 3      | 6                       | 21 − 22                                 |
| Totaal            | 20              | 7               | 4      | 9                       | 29 − 34                                 |

## Details

### Zeventiende ontmoeting
| WK 1982 (Valladolid, Spanje, 24 juni 1982): |              | |
| Frankrijk | 1 – 1        | Tsjecho-Slowakije |
| Didier Six 66' | goals        | 84' (pen.) Antonín Panenka |
| Michel Hidalgo | bondscoach   | Jozef Vengloš |
| Jean-Luc Ettori Manuel Amoros Maxime Bossis Marius Trésor Gérard Janvion Bernard Genghini Alain Giresse Michel Platini Didier Six Bernard Lacombe 70' Gérard Soler 89' | opstellingen | Karel Stromšik Jozef Barmoš 31' Tomáš Kříž Jan Fiala Libor Radimec František Štambachr Přemysl Bičovský Rostislav Vojáček 71' Petr Janečka Zdeněk Nehoda Ladislav Vizek |
| Alain Couriol 70' René Girard 89' | wissels      | 31' Marián Masný 71' Antonín Panenka |
| Manuel Amoros 47' | gele kaarten | 75' Antonín Panenka |
| | rode kaarten | 87' Ladislav Vízek |

### Negentiende ontmoeting
| EK 1992 kwalificatie (Parijs, Frankrijk, 13 oktober 1990): |       |                    |
| Frankrijk                                                  | 2 – 1 | Tsjecho-Slowakije  |
| Jean-Pierre Papin 59' Jean-Pierre Papin 82'                | goals | 88' Tomáš Skuhravý |
| - Debuut van doelman Jocelyn Angloma voor Frankrijk.       |       |                    |

### Twintigste ontmoeting
| EK 1992 kwalificatie (Bratislava, Tsjecho-Slowakije, 4 september 1991): |       |                                             |
| Tsjecho-Slowakije                                                       | 1 – 2 | Frankrijk                                   |
| Basile Boli 19' (e.d.)                                                  | goals | 53' Jean-Pierre Papin 89' Jean-Pierre Papin |